# Afrixalus nigeriensis
Afrixalus nigeriensis és una espècie de granota de la família dels hiperòlids que viu a Costa d'Ivori, Ghana, Guinea, Nigèria i, possiblement també, a Libèria.
Està amenaçada d'extinció per la pèrdua del seu hàbitat natural.